# Coyote Records
Coyote Records ist ein russisches Musiklabel, das hauptsächlich Bands der Genres Grindcore und Death Metal unter Vertrag nimmt und verlegt. Die ersten Veröffentlichungen erschienen im Jahr 2003.

## Veröffentlichungen (Auswahl)
- Agathocles – Senseless Trip (Album, 2007)
- Altar – Ego Art (Album, 2020)
- Anal Grind – Born to Porn (Album, 2010)
- Avulsed – Stabwound Orgasm (Album, 2007)
- Cenotaph – Perverse Dehumanized Dysfunctions (Album, 2017)
- Christ Denied – ...Got What He Deserved (Album, 2006)
- Disgorge – She Lay Gutted (Album, 2011)
- Duodildo Vibrator – Acockalypse Now (Album, 2013)
- Exhumation – Я дрочил в утробе матери / ...И кровь возьмет свое... (Kompilationsalbum, 2006)
- Houwitser – Moscow Atrocity (DVD, 2012)
- Jungle Rot – Fueled by Hate (Album, 2005)
- Necrogrind – The Bloody Way (Album, 2007)
- Oerjgrinder – Grind My Bitch Up (Album, 2008)
- Scumfuck / Anus / Vasectomia – 3 Way Split (Split-Album, 2006)
- Smashing Dumplings – Gastrogrind (Album, 2011)
- Zoebeast – Aduckolypse (Album, 2021)